# Alex Cox
Alex Cox (* 15. prosince 1954 Liverpool, Anglie) je britský režisér a scenárista. V roce 1986 natočil film Sid & Nancy pojednávající o Sidu Viciousovi a jeho přítelkyni Nancy Spungen. Napsal scénář pro film Strach a hnus v Las Vegas z roku 1998 a původně měl být i jeho režisérem, ale nakonec jej režíroval Terry Gilliam.

## Filmografie (výběr)
- Sleep Is for Sissies (1980)
- Repo Man (1984)
- Sid & Nancy (1986)
- Přímo do pekla (1987)
- El Patrullero (1991)
- Smrt a kompas (1992)
- Vítěz (1996)
- Three Businessmen (1998)
- Revengers Tragedy (2002)
- Repo Chick (2009)
- Straight to Hell Returns (2010)
- Bill the Galactic Hero (2014)[1]